# Zapadna filozofija
Zapadna filozofija odnosi se na filozofsku misao i delo zapadnog sveta. Istorijski se termin odnosio na filozofsko razmišljanje zapadne kulture, počevši od grčke filozofije presokratovaca kao što su Tales (oko 624 - 546. p. n. e.) i Pitagora (oko 570 - 495. p. n. e.), i na kraju pokrivajući veliko područje sveta. Sama reč filozofija potiče od starogrčke reči philosophía (φιλοσοφία), doslovno, „ljubav prema mudrosti” (φιλεῖν phileîn, „voleti” i σοφία sophía, „mudrost”).
Opseg filozofije u drevnom razumevanju, i spisi (bar nekih) drevnih filozofa bili su intelektualni poduhvati. To je uključivalo probleme filozofije onako kako se danas razume; ali je obuhvatilo i mnoge druge discipline, poput čiste matematike i prirodnih nauka, poput fizike, astronomije i biologije (na primer, Aristotel je pisao o svim tim temama).

## Drevna filozofija

### Presokratski period
U presokratskom periodu, drevni filozofi su prvi artikulisali pitanja o „archḗ” (uzroku ili prvom principu) univerzuma. Za zapadnu filozofiju se obično navodi da počinje u grčkim gradovima zapadne Male Azije, ili Jonije, s Talesom iz Mileta, koji je bio aktivan oko 585. godine p. n. e. i bio odgovoran za tamnu izreku, „sve je voda”. Njegovi najpoznatiji studenti bili su Anaksimandar („sve je apejron”, sa približnim značenjem „neograničeno”) i Anaksimen iz Mileta („sve je vazduh”).
Pitagora, sa ostrva Samos kraj obale Jonije, koji je kasnije je živeo u Krotonu, u južnoj Italiji (Magna Graecia). Pitagorejci smatraju da je „sve broj”, dajući formalne opise za razliku od prethodnog Jonijinog materijala. Oni takođe veruju u metempsihozu, transmigraciju duša ili reinkarnaciju.

### Klasični period

#### Sokrat
Ključna figura grčke filozofije je Sokrat. Sokrat je studirao pod nekoliko sofista, ali je grčku filozofiju pretvorio u granu filozofije koja se i danas sledi. Kaže se da je posle posete proročnici od Delfija proveo veći deo svog života ispitujući svako u Atini ko bi stupio u kontakt s njim, da bi opovrgao proročnicino proročanstvo da neće biti mudrije čoveka od Sokrata. Sokrat je koristio kritički pristup koji se naziva elenčus ili Sokratov metod da bi ispitao ljudske poglede. Želeo je da prouči ljudske stvari: dobar život, pravdu, lepotu i vrlinu. Iako Sokrat nije ništa napisao, neki od njegovih mnogih učenika zapisali su njegove razgovore. Grčka demokratija sudila mu je zbog korumpiranja mladih i bezbožnosti. Proglašen je krivim i osuđen na smrt. Iako njegovi prijatelji ponudili da mu pomognu da pobegne iz zatvora, on je odlučio da ostane u Atini i da se pridržava svojih principa. Njegovo pogubljenje sastojalo se u ispijanju otrovne kokute i umro je 399. godine p. n. e..

#### Platon
Platon je bio Sokratov učenik. Platon je osnovao Atinsku akademiju i napisao je niz dijaloga u kojima je primenjen sokratski metod istraživanja za ispitivanje filozofskih problema. Neke centralne ideje Platonovih dijaloga su besmrtnost duše, korist od pravednosti, zlo neznanja i teorija formi. Forme su univerzalna svojstva koja sačinjavaju pravu stvarnost i u kontrastu su sa promenljivim materijalnim stvarima koje je on zvao „postajućim”.

#### Aristotl
Aristotel je bio učenik Platona. Aristotel je verovatno bio prvi zaista sistematski filozof i naučnik. Pisao je o fizici, biologiji, zoologiji, metafizici, estetici, poeziji, pozorištu, muzici, retorici, politici i logici. Aristotelovska logika bila je prva vrsta logike koja je pokušala da kategoriše svaki važeći silogizam. Aristotel je podučavao Aleksandra Velikog, koji je kasnije pokorio veći deo drevnog sveta. Helenizacija i aristotelovska filozofija imali su znatan uticaj na gotovo sve naredne filozofe zapada i Bliskog Istoka, uključujući helenističke, rimske, vizantijske, zapadnosrednjovekovne, jevrejske i islamske mislioce.

### Helenistički period
Following Socrates a variety of schools of thought emerged. In addition to Plato's Academy and Aristotle's Peripatetic school, other schools of thought derived from Socratic philosophy included the Academic Skeptics, the Cynics, the Cyrenaics, the Stoics, and the Neoplatonists. In addition, two non-Socratic schools derived from the teachings of Socrates' contemporary Democritus flourished, Pyrrhonism and Epicureanism.

### Rimski period
Rimska filozofija was heavily influenced by the traditions of Greek philosophy. Thorough study of Greek philosophy was first introduced by Cicero. In Imperial times Epicureanism and Stoicism were particularly popular, especially the latter, as represented by the works of Seneca the Younger and Marcus Aurelius.

## Literatura
- Kenny, Anthony. A New History of Western Philosophy. Oxford University Press. 2012..
- Copleston, Frederick (1946–1975). A History of Philosophy. Great Britain: Continuum.
- Hegel, Georg Wilhelm Friedrich (1996) [1892 Kegan Paul]. Haldane, Elizabeth Sanderson, ed. Vorlesungen über die Geschichte der Philosophie [Hegel's Lectures on the history of philosophy 3 vols.]. Humanities Press International.
- Baird, Forrest E.; Kaufmann, Walter (2008). From Plato to Derrida. Upper Saddle River, New Jersey: Pearson Prentice Hall. ISBN 978-0-13-158591-1.
- Nikolaos Bakalis (2005). Handbook of Greek Philosophy: From Thales to the Stoics Analysis and Fragments. Trafford Publishing. ISBN 978-1-4120-4843-9.
- John Burnet, Early Greek Philosophy, 1930.
- Freeman, Charles (1996). Egypt, Greece and Rome. Oxford University Press. ISBN 978-0-19-815003-9.
- William Keith Chambers Guthrie (1962). A History of Greek Philosophy: Volume 1, The Earlier Presocratics and the Pythagoreans..
- Søren Kierkegaard, On the Concept of Irony with Continual Reference to Socrates, 1841.
- A.A. Long. Hellenistic Philosophy. University of California, 1992. (2nd Ed.)
- Martin Litchfield West, Early Greek Philosophy and the Orient, Oxford, Clarendon Press, 1971.
- Martin Litchfield West, The East Face of Helicon: West Asiatic Elements in Greek Poetry and Myth, Oxford [England] ; New York: Clarendon Press, 1997.
- Clark, Stephen. (2012), Ancient Mediterranean Philosophy: An Introduction., New York: Bloomsbury
- Curd, Patricia, and D.W. Graham,, ур. (2008), The Oxford Handbook of Presocratic Philosophy., New York: Oxford University Press
- Gaca, Kathy L. (2003), The Making of Fornication: Eros, Ethics, and Political Reform in Greek Philosophy and Early Christianity., Berkeley: University of California Press
- Garani, Myrto and David Konstan, ур. (2014). The Philosophizing Muse: The Influence of Greek Philosophy on Roman Poetry. Pierides. 3. Newcastle upon Tyne: Cambridge Scholars Publishing. ISBN 978-1-4438-6985-0.
- Gill, Mary Louise, and Pierre Pellegrin. (2009), A Companion to Ancient Greek Philosophy., Oxford: Blackwell
- Hankinson, R.J. (1999), Cause and Explanation in Ancient Greek Thought., Oxford: Oxford University Press
- Hughes, Bettany. (2010), The Hemlock Cup: Socrates, Athens and the Search for the Good Life., London: Jonathan Cape
- Kahn, C.H. (1994), Anaximander and the Origins of Greek Cosmology., Indianapolis, IN: Hackett
- Luchte, James. (2011), Early Greek Thought: Before the Dawn., New York: Continuum
- Martín-Velasco, María José and María José García Blanco eds. Greek Philosophy and Mystery Cults. Newcastle upon Tyne: Cambridge Scholars Publishing. 2016.
- Nightingale, Andrea W. (2004), Spectacles of Truth in Classical Greek Philosophy: Theoria in its Cultural Context., Cambridge, UK: Cambridge University Press
- O’Grady, Patricia (2002). Thales of Miletus. Aldershot, UK: Ashgate.
- Preus, Anthony. (2010), The A to Z of Ancient Greek Philosophy., Lanham, MD: Scarecrow
- Reid, Heather L. (2011), Athletics and Philosophy in the Ancient World: Contests of Virtue. Ethics and Sport. London; New York: Routledge.
- Wolfsdorf, David. (2013), Pleasure in Ancient Greek Philosophy. Key Themes in Ancient Philosophy. Cambridge; New York: Cambridge University Press.
- Brisson, L. et al. Lire les Présocratiques. Presses universitaires de France, Paris, 2012.
- Colli, Giorgio, The Greek Wisdom (La Sapienza greca, 3 vol. Milan 1977-1980)
- De Vogel, Cornelia J (1957). Greek Philosophy.. Volume I, Thales to Plato, E.J. Brill, Leiden, 1963
- Diels, Hermann, Die Fragmente der Vorsokratiker (6th изд.)., ., rev. by Walther Kranz (Berlin, 1952).
- Freeman, Kathleen, . Freeman, Kathleen (1948). Ancilla to the Pre-Socratic Philosophers: A Complete Translation of the Fragments in Diels. Forgotten Books. ISBN 978-1-60680-256-4.(Cambridge, [1948] 1970).
- Lloyd, G. E. R. (1970). Early Greek Science: Thales to Aristotle. New York: Norton. ISBN 978-0-393-00583-7.
- Kirk, G.S., Raven, J.E. & Schofield, M., The Presocratic Philosophers (Second Edition), Cambridge University Press, 1983
- Nahm, Milton C (1934). Selections from Early Greek Philosophy.. Appleton-Century-Crofts, Inc., 1962
- Alain Sournia (2007). Voyage en pays présocratique.. Publibook,
- Giannis Stamatellos (2012). Introduction to Presocratics: A Thematic Approach to Early Greek Philosophy with Key Readings.. Wiley-Blackwell,
- Adrados, Francisco R (1994). „Human Vocabulary and Naturalist Vocabulary in the Presocratics.”. Glotta. 72 (1–4): 182—195.
- Cornford, F. M. (1991), From Religion to Philosophy: A Study in the Origins of Western Speculation., Princeton, NJ: Princeton University Press
- Graham, D. W. (2010), The Texts of Early Greek Philosophy: The Complete Fragments and Selected Testimonies of the Major Presocratics. 2 vols. Cambridge, UK: Cambridge University Press.
- Franek, Juraj (2013). „Presocratic Philosophy and the Origins of Religion.”. Graeco-Latina Brunensia. 18 (1): 57—74.
- Furley, D. J., and R. E. Allen,, ур. (1970), Studies in Presocratic Philosophy. Vol. 1, The Beginnings of Philosophy. London: Routledge & Kegan Paul.
- Jaeger, W. (1947), The Theology of the Early Greek Philosophers., Oxford: Oxford University Press
- Luchte, James. (2011), Early Greek Thought: Before the Dawn., New York: Continuum
- Mansfeld, J., and D. T. Runia. (2010), Aëtiana: The Method and Intellectual Context of a Doxographer. Vol. 3, Studies in the Doxographical Traditions of Ancient Philosophy. Leiden, The Netherlands, and New York: Brill.
- Mansfeld, J. and O. Primavesi. (2011), Die Vorsokratiker: Griechisch/Deutsch, Stuttgart: Reclam
- McKirahan, R. D. (2011), Philosophy Before Socrates., Indianapolis, IN: Hackett
- Robb, K.,, ур. (1983), Language and Thought in Early Greek Philosophy., La Salle, IL: Hegeler Institute
- Stokes, M. (1971), One and Many in Presocratic Philosophy., Washington, DC: Center for Hellenic Studies
- Vlastos, G. (1995), Studies in Greek Philosophy. Vol. 1, The Presocratics. Edited by D. W. Graham. Princeton, NJ: Princeton University Press.
- Farrell, Joseph. 2014. "Philosophy in Vergil." In The Philosophizing Muse: The Influence of Greek Philosophy on Roman Poetry. Edited by Myrto Garani and David Konstan. Newcastle-upon-Tyne: Cambridge Scholars Publ.
- Griffin, Miriam T. 2013. "Latin Philosophy and Roman Law." In Politeia in Greek and Roman Philosophy. Edited by Verity Harte and Melissa Lane, 96-115. Cambridge; New York: Cambridge University Pr.
- Hammer, Dean C. (2014), Roman Political Thought: From Cicero to Augustine. Cambridge; New York: Cambridge University Pr.
- Morford, M. (2002), The Roman Philosophers from the Time of Cato the Censor to the Death of Marcus Aurelius., London and New York: Routledge
- Powell, J. G. F.,, ур. (1995), Cicero the Philosopher., Oxford: Clarendon
- Rawson, E. (1985), Intellectual Life in the Late Roman Republic., Baltimore: Johns Hopkins University Press
- Star, Christopher. 2015. "Roman Tragedy and Philosophy." In Brill’s Companion to Roman Tragedy. Edited by George William Mallory Harrison. Leiden: Brill.
- Trapp, M. (2007), Philosophy in the Roman Empire: Ethics, Politics and Society., Ashgate, UK: Aldershot
- Williams, G. D., and K. Volk,, ур. (2015), Roman Reflections: Studies in Latin Philosophy., New York: Oxford University Press
- Volk, K., and G. D. Williams,, ур. (2006), Seeing Seneca Whole: Perspectives on Philosophy, Poetry, and Politics. Columbia Studies in the Classical Tradition 28. Leiden, The Netherlands: Brill.

## Spoljašnje veze
- Zapadna filozofija на веб-сајту PhilPapers
- -{Short History of Western Philosophy, A, by Johannes Hirschberger; edited by Clare Hay;}.  978-0-7188-3092-2.